# 19e division de remplacement (Empire allemand)
Pour les articles homonymes, voir 19e division.
La 19e division de remplacement est mise sur pied lors de la mobilisation du 1er août 1914 à partir de parties de l'armée prussienne et saxonne et est une grande unité pendant la Première Guerre mondiale.

## Composition
- 21e brigade mixte de réserve
  - 21e bataillon de remplacement de la brigade
  - 22e bataillon de remplacement de la brigade
  - 23e bataillon de remplacement de la brigade
  - 24e bataillon de remplacement de la brigade
  - 78e bataillon de remplacement de la brigade
  - Département de remplacement de cavalerie Breslau du 6e corps d'armée
  - 6e division de remplacement d'artillerie de campagne
  - 57e bataillon de remplacement d'artillerie de campagne
- 45e brigade mixte de réserve
  - 45e bataillon de remplacement de la brigade
  - 46e bataillon de remplacement de la brigade
  - 63e bataillon de remplacement de la brigade
  - 64e bataillon de remplacement de la brigade
  - Département de remplacement de cavalerie Dresden du 12e corps d'armée
  - 28e bataillon de remplacement d'artillerie de campagne
  - 48e bataillon de remplacement d'artillerie de campagne
  - 1re compagnie de réserve du 12e bataillon du génie
- 47e brigade mixte de réserve
  - 47e bataillon de remplacement de la brigade
  - 48e bataillon de remplacement de la brigade
  - 88e bataillon de remplacement de la brigade
  - 89e bataillon de remplacement de la brigade
  - Département de remplacement de cavalerie Leipzig du 19e corps d'armée (de)
  - 32e bataillon de remplacement d'artillerie de campagne
  - 77e bataillon de remplacement d'artillerie de campagne
  - 1re compagnie de réserve du 22e bataillon du génie

### Organisation le 12 juillet 1918
- 45e brigade de remplacement
  - 23e régiment d'infanterie de réserve
  - 24e régiment d'infanterie de réserve
  - 32e régiment d'infanterie de remplacement
  - 5eescadron du 19e régiment de hussards (de)
- 137e commandant d'artillerie
  - 47e régiment d'artillerie de campagne de remplacement
- 519e bataillon du génie
- 569e commandant divisionnaire du renseignement

## Calendrier des batailles
Après sa formation, la division doit initialement assumer des tâches de sécurisation à l'arrière du front ouest. Cependant, la situation générale rend nécessaire son engagement en première ligne dès les premiers mois de la guerre. Après l'armistice de Compiègne, elle entama la retraite, où la division est démobilisée et dissoute à Leipzig à partir de décembre 1918.

### 1914
- du 5 au 19 août --- Batailles dans les Vosges
- du 20 au 22 août --- Bataille des Moyennes Vosges
- du 22 août au 14 septembre --- Bataille de Nancy-Épinal
- à partir de 17 septembre --- Batailles de Blâmont
  - du 20 au 25 septembre --- Domjevin-Badonviller
  - 4 octobre --- Bataille de Chazelles
  - 26 octobre --- Bataille de Xousse-Leintrey
  - 2 novembre --- Bataille de Chazelles
  - 5 novembre --- Batailles de Manonviller et d'Ancerviller
  - du 16 au 18 novembre --- Batailles de Cirey sur Vezouze
  - 13 décembre --- Bataille à Maison de Garde

### 1915
- jusqu'au 31 mai --- Batailles de Blâmont
  - 1er janvier --- Batailles de Manonviller et Parux-Bréménil
  - 10 janvier --- Bataille de Domjevin
  - 29 janvier --- Bataille d'Angomont
  - 8 février --- Bataille de Parux-Angomont
  - 10 février --- Bataille de Manonviller
  - du 27 février au 8 mars --- Batailles d'hiver près de Badonviller
  - 22 mars --- Bataille de Badonviller
  - 31 mars --- Bataille de Mouacourt
  - 17 avril --- Bataille de Chazelles
  - 24 avril --- Bataille de Reillon
- à partir du 31 mai --- Batailles de tranchées en Lorraine
  - du 19 au 22 juin --- Bataille de Gondrexon

### 1916
- jusqu'à 12 octobre 1916
  - 28 février au 4 mars --- Bataille de Thiaville
  - 18 mars --- Bataille de Thiaville
- à partir de 15 octobre --- Batailles de tranchées avant Verdun

### 1917
- jusqu'au 31 mars --- Batailles de tranchées avant Verdun
  - 4 mars --- Raid de Fièveteri
- À partir de 1er avril --- Batailles de tranchées avant Verdun
  - 12 août au 9 octobre --- Bataille de défense près de Verdun

### 1918
- jusqu'à 6 juillet --- Batailles de tranchées près de Verdun
- du 7 au 17 juillet --- Batailles de tranchées près de Reims
- du 18 au 25 juillet --- Bataille défensive entre Soissons et Reims
- du 26 juillet au 3 août --- Bataille défensive mobile entre Marne et Vesle
- du 3 au 21 août --- Réserve du groupe d'armées à Marie
- du 22 août au 4 septembre --- Bataille défensive entre l'Oise et l'Aisne
- du 5 septembre au 11 novembre --- Batailles de tranchées en Lorraine
- à partir de 12 novembre --- Dégagement du territoire occupé et retour au pays

## Commandants
| Grade           | Nom                       | Date                            |
| --------------- | ------------------------- | ------------------------------- |
| Generalmajor    | Adolf Müller              | 2 au 21 août 1914               |
| Generalleutnant | Otto von Tettenborn       | 22 août au 12 octobre 1914      |
| Generalmajor    | Alwin Schmundt            | 13 octobre 1914 au 16 juin 1915 |
| Generalleutnant | Otto von Tettenborn       | 17 juin 1915 à octobre 1917     |
| Generalmajor    | Charles Garke (de)        | octobre 1917 à octobre 1918     |
| Generalmajor    | Heinrich von Zeschau (de) | octobre à décembre 1918         |